# Little Lord Fauntleroy (film 1914)
Little Lord Fauntleroy è un film muto del 1914 diretto da F. Martin Thornton.
Il film è il primo di una lunga serie di adattamenti cinematografici del romanzo Il piccolo lord (1885) della scrittrice inglese Frances Hodgson Burnett. Il romanzo aveva avuto da subito un enorme successo e come in casi analoghi di altri popolari romanzi per ragazzi la vicenda era stata immediatamente adattata per il teatro in Europa e negli Stati Uniti.
Il primo Cedric (Little Lord Fauntleroy) della storia del cinema è un attore bambino inglese, Gerald Royston. Il piccolo Royston in quegli anni ebbe solo una breve carriera cinematografica, ma la sua interpretazione in questo film lo consegna alla storia del cinema come il primo attore bambino protagonista di un lungometraggio, prima che tale onore tocchi anche negli Stati Uniti a Gordon Griffith in Little Sunset (1915) e a Marie Osborne in Little Mary Sunshine (1916).
Dal punto di vista tecnico il film si segnala per essere stato uno dei soli tre lungometraggi girati a colori in Kinemacolor, attraverso un processo di mescolanza additiva a due colori, sviluppato in Gran Bretagna, che fotografava e proiettava una pellicola in bianco e nero dietro filtri alternati rosso e verde.

## Trama
Un ragazzino americano si rivela essere l'erede della fortuna e del titolo di un nobile casato inglese. Viene mandato a vivere con il nonno, un vecchio lord freddo e insensibile di cui però il bambino con la sua amabilità e intelligenza riesce a vincere l'affetto e la fiducia.

## Produzione
Il film fu prodotto nel Regno Unito dalla Natural Colour Kinematograph Company.

## Distribuzione
Distribuito dalla Natural Colour Kinematograph Company, il film uscì nelle sale cinematografiche britanniche nell'aprile 1914. Uscì negli Stati Uniti, distribuito dalla Alco Film Corporation, il 22 giugno 1914 e quindi ancora il 16 novembre dello stesso anno.